# Estación Jorge Newbery
Jorge Newbery es una estación ferroviaria ubicada en el Partido de Hurlingham, Provincia de Buenos Aires, Argentina.

## Ubicación
Está emplazada en el límite de los barrios de Villa Alemania y Jorge Newbery, en el partido de Hurlingham.

## Servicios
Observan parada aquí los servicios locales entre estación Federico Lacroze y estación General Lemos.